# Paul Tarnow

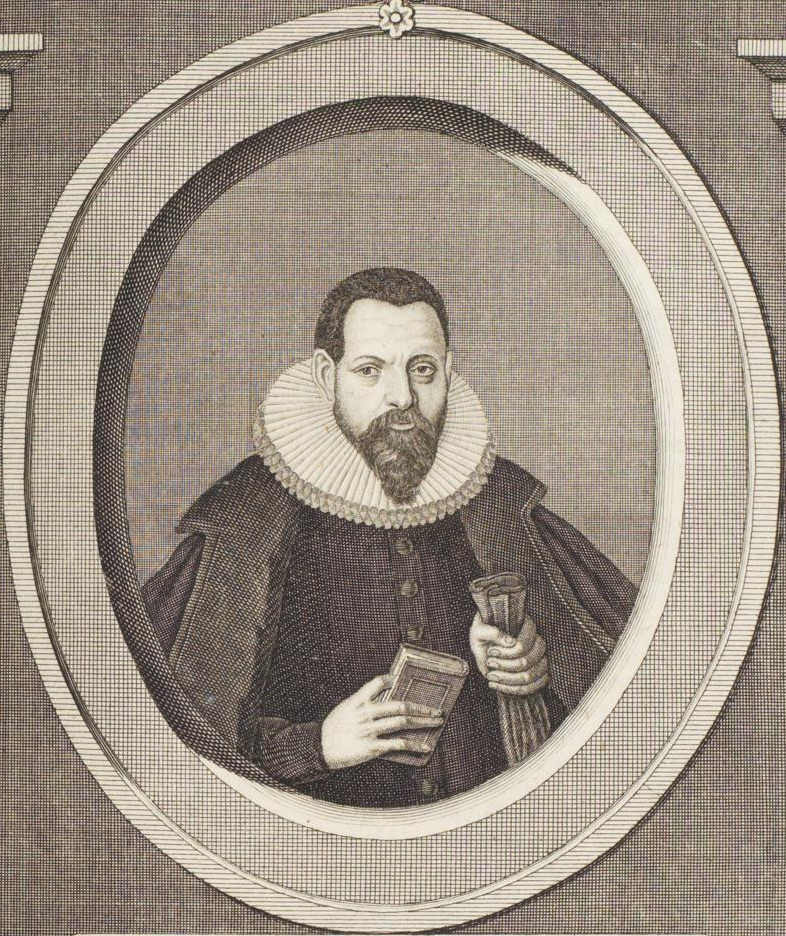
Paul Tarnow

Paul Tarnow, lat. Paulus Tarnovius (* 28. Juni 1562 in Grevesmühlen; † 6. April 1633 in Rostock) war ein orthodox-lutherischer Theologe und Rektor der Universität Rostock.

## Leben
Paul Tarnow war Sohn des Bürgermeisters von Grevesmühlen Johannes Tarnow und dessen Ehefrau Magdalene, geborene Greve. Er erwies sich früh als hochbegabt und wurde von seinen Eltern zu Haus unterrichtet. Seine Entwicklung verlief so gut, dass er schon mit zwölf Jahren zusammen mit seinem älteren Bruder Hermann im Frühjahr 1575 nach Lübeck auf das Katharineum geschickt wurde. Im Herbst 1578 flüchtete er vor der Pest nach Lüneburg, wo er weiter alte Sprachen studierte. Fehlendes Geld zwang ihn noch im gleichen Jahr nach Grevesmühlen zurück. Nach der Immatrikulation in Rostock im September 1579 konnte Tarnow, wohl wieder wegen fehlender Finanzen, das Studium noch nicht beginnen. Er besuchte die Güstrower Stadtschule. Auch ein erneuter Studienbeginn in Rostock im Herbst 1580 scheiterte, weil die Furcht vor einer „Spanischen Seuche“ ihn wieder zur Flucht nach Güstrow zwang.
Im Sommer 1581 begann er dann sein Studium an der Universität Rostock. 1582 wurde er für fast drei Jahre Hauslehrer bei Heinrich von Oldenburg. In diese Zeit eignete er sich intensive Bibelkenntnisse an, las antike Autoren und schrieb lateinische, sowie griechische Gedichte und Prosastücke. 1585 kehrte Tarnow nach Rostock zurück, um vor allem gründlich Hebräisch zu erlernen. Gleichzeitig studierte er Theologie, aber auch Ethik, Politik und Mathematik. Sein wichtigster Lehrer wurde David Chyträus. 1589, aus dem Studium heraus, wurde Tarnow auf das vakante Rektorat der Parchimer Stadtschule berufen.
Am 23. August 1593 erwarb er den Magistergrad und wurde zum Rektor der erst 1579/80 gegründeten Rostocker Großen Stadtschule. Paul Tarnow erreichte, dass diese nach dem Weggang von Nathan Chyträus heruntergekommene Schule wieder die alte Qualität erlangte. 1597 wurde Tarnow in die Philosophische Fakultät der Universität Rostock aufgenommen. Am 13. Juni 1605 promovierte er zum Doktor der Theologie und wurde im Herbst desselben Jahres Nachfolger von David Chyträus als „Professor Theologiae Primarius“.
1596 heiratete Tarnow Anna Schultze, die Tochter eines Rostocker Bürgers. Von seinen vier Kindern überlebte ihn nur die jüngste Tochter Anna (1608–1669). Diese heiratete den Rostocker Professor der Medizin und Physik Joachim Stockmann. Paul Tarnow lebte in offenbar sehr glücklichen häuslichen Verhältnissen. Er wurde am 9. April 1633 in der Jakobikirche in Rostock begraben.

## Werk
Aus einer umfangreichen Vorlesung seit 1614, einer Rede von 1616 (gedruckt 1617) und fünf Disputationen von 1617, 1618 und 1620 entstand das Hauptwerk von Paul Tarnow: De sacrosancto ministerio, libri tres …, eine Pastoraltheologie im Umfang von 1424 Oktavseiten. Darin finden sich u. a. Gedanken zur Amtsführung des Pastors sowie Vorschläge zur Verbesserung der Praxis, dass z. B. Gemeinden Pastoren aus einem nicht vollendeten Studium heraus wählen, abzulehnen ist. Tarnow schlug darin vor, dass sie vorher eine Praxis als Schullehrer haben sollten. Noch bekannter ist seine Schrift De novo evangelio, quod sit causa omnium calamitatum, universum christianorum orbem inundantium et submergentium Dissertatio …, gehalten am 23. April 1624 als Rektoratsrede. Diese Rede wurde von Heinrich Ammersbach 1663 ins Deutsche übersetzt und von dem Pietisten Johann Hieronymus Wiegleben gegen Ende des Jahrhunderts erneut übersetzt. Die Universität in Rostock nahm allerdings während der Amtszeit Tarnows an dem allgemeinen Aufschwung der Philosophie, wie sie in Helmstedt, Wittenberg, Gießen und auch Jena erfolgte, nicht teil und war in dieser Hinsicht rückständig.